# Sport à La Réunion

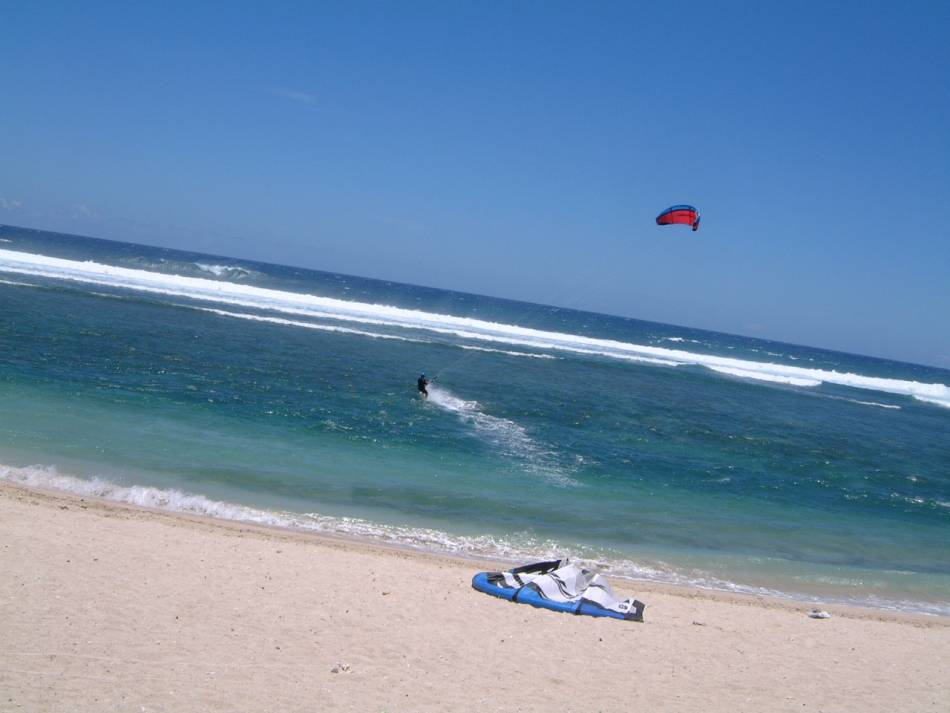
Un kitesurfeur s'élançant depuis la plage de Saint-Pierre.

La pratique du sport à La Réunion est encouragée non seulement par l'existence de conditions idéales favorisant le développement des sports de plein air, mais aussi par la jeunesse de sa population qui, en outre, dispose d'infrastructures de qualité. 

## Activités
Un grand nombre de sports est pratiqué à La Réunion. Si on s'en tient au nombre de licenciés, ceux qui ont le plus de succès sont, selon les chiffres de 2009, le football (32 441 licenciés), le tennis (10 141), la natation (4 711), le hand-ball (4 619), le judo et les disciplines associées (4 496), le karaté et les arts martiaux affinitaires (4 115), l'équitation (3 303), la pétanque ( 3 126), l'athlétisme (2 935), le rugby (2 600), le golf (2 398), la gymnastique (2 312), le basket-ball (2 122), la randonnée pédestre (1 932), le volley-ball (1 900), la plongée sous-marine (1 784), le cyclisme (1 761), etc. 

### Activités en salle
- Handball à La Réunion.

- Badminton
- Basket-ball

### Activités de plein air
Nombreuses sont ces activités dans une île qui bénéficie d'un climat clément et à la fois de la mer et de la montagne. Certaines d'entre elles bénéficient d'un article dans Wikipédia : 
- Football à La Réunion.
- Tennis à La Réunion.
- Parapente à La Réunion.
- Plongée sous-marine à La Réunion.
- Randonnée pédestre à La Réunion.
- Surf à La Réunion.
- Canyoning à La Réunion.
- Spéléologie dans les tunnels de lave[2].
- Le Comité de rugby de La Réunion organise le rugby à XV et à sept à La Réunion.

Mais il faudrait aussi mentionner la course à pied, notamment les courses de montagne dont la plus célèbre est le Grand Raid, le vélo tout-terrain, la randonnée équestre, le canyoning et bien d'autres.

## Infrastructures
- Centre nautique de Plateau Caillou.
- Liste de skateparks situés à La Réunion.
- Stade Jean-Ivoula.
- Stade de La Redoute.
- Stade Michel-Volnay.

## Personnalités

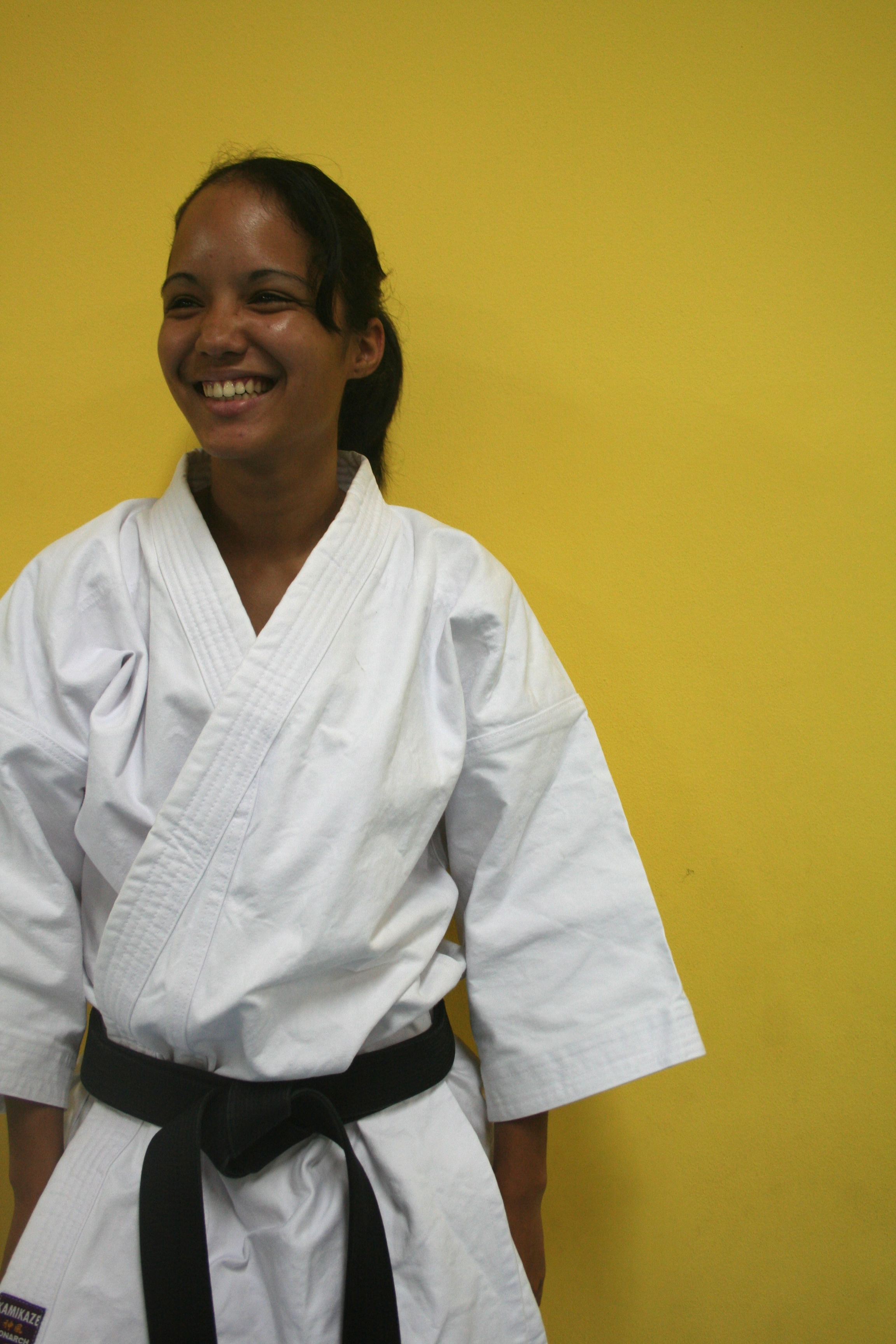
Emmanuelle Fumonde, championne du monde cadette de karaté kata en 2005.

### Champions du monde seniors
La Réunion, malgré sa petite taille, peut s'enorgueillir d'avoir plusieurs champions du monde.
- Ainsi, en hand-ball : Patrick Cazal en 1995 et 2001, Sonia Cendier et Leila Lejeune en 2003, Daniel Narcisse en 2001 et 2009 (et champion olympique en 2008 et 2012) et Jackson Richardson en 1995 et 2001 ;
- en karaté : Lucie Ignace en 2012 ;
- en surf : Cannelle Bulard en 2011, Jérémy Florès en 2009 et Amaury Lavernhe, champion du monde de bodyboard en 2010 (à cette liste, on peut ajouter Romain Cloître, champion d'Europe de surf en 2011) ;
- en beach-tennis : Yankell Clavery en 2010 ;
- en squash : Thierry Lincou en 2004 ;
- en boxe : Willy Blain en 2003 ;
- en kick-boxing : Brice Cadenet en 2019 ;
- en savate, boxe française : Johnny Catherine en 1997 et Jean-Bernard Périta en 1995 et 1999 (également champion d'Europe en 1994, 1996 et 1998) ;
- en canne de combat : Nicole Chane-Foc en 2004 et 2008 ;
- en force athlétique : Jessy Ferrère en 1994, 1995 et 1996 ;
- en club Knet : Adrien Tassan en 2023 et 2023 ;
- en tennis : Sébastien Tholozan, champion du monde avec l'équipe de France des 40 ans et plus en 2016.

### Autres
Sans avoir obtenu le titre suprême de champion du monde ou de champion olympique bien difficile à obtenir dans des sports aussi pratiqués que le football, le tennis ou le basket, de nombreux autres Réunionnais s'illustrent, ou se sont illustrés, également dans leur sport de prédilection.
Ainsi, en football : Didier Agathe, Jean-Pierre Bade, Océane Cairaty, Laurent Courtois, Guillaume Hoarau, Dimitri Payet, Bertrand Robert, Laurent Robert et Florent Sinama-Pongolle ; 
- en handball : Nicolas Claire et Stéphanie Lambert ;
- en judo : Yves-Matthieu Dafreville ;
- en karaté : François Chan Liat, Ludivine Vedapodagom (kyokushinkai)
- en athlétisme : Chantal Dallenbach, Raymond Fontaine, David Hauss, Pascal Parny, Jean-Louis Prianon, Marcelle Puy et Daniel Sangouma ;
- en gymnastique : Éric Casimir, Patrice Casimir, Nelly Ramassamy, Antoine Séry, Elvire Teza.
- en volley-ball : Stéphane Tolar ;
- en cyclisme : Didier Henriette et Florent Payet ;
- en surf : Jérémy Florès, Johanne Defay, Anne-Gaëlle Hoarau, Hugo Savalli, Maxime Huscenot et Coline Ménard, longboardeuse ;
- en kayak-polo : Carole Fin, Anne Hoarau et Julie Hoarau ;
- en sport automobile : Malik Unia, pilote de rallye ;
- en squash : Célia Allamargot ;
- en natation : Pierre-Yves Desprez.

D'autres sportifs connus, sans être réunionnais à proprement parler, ont des ascendances réunionnaises, notamment :
- en football : Fabrice Abriel, Délis Ahou et Benoît Trémoulinas ;
- en rugby : Wenceslas Lauret ;
- en patinage artistique : Surya Bonaly.